# Левада Олександр Степанович
Олекса́ндр Степа́нович Лева́да (справжнє прізвище при народженні — Косак (Косяк); 26 листопада 1909, Кривчунка — 16 грудня 1995, Київ) — український драматург та кіносценарист. Був першим заступником голови Держкіно України, заступником міністра культури України та секретарем правління Спілки письменників України. Лауреат Державної премії України імені Т. Г. Шевченка (1971).

## Біографія
Народився 26 листопада 1909 року в селі Кривчунці Таращанського повіту Київської губернії (нині Уманського району, Черкаської області) в родині вчителя. Його батько загинув у Першу світову війну. Дитинство та юність Олександр Левада провів разом з матір'ю та сестрами у Таращанському районі Київської області, з 1914 по 1927 рік вони проживали у селі Лук'янівці.
З 1916 по 1920 рік навчався в Лук'янівській школі, а потім ходив до школи в селі Ківшоватому.
В 1929 році пише свою першу повість «Гомін лісів Таращанських». Спогади Левади про дитинство, рідну школу та перші післяреволюційні роки також описані в творі «Повість про ранній ранок» (1979). У 1930 році вступив до Маслівського аграрного технікуму, де провчився до 1932 року.
З 1933 по 1935 рік — період служби в Червоній армії. З 1935 по 1941 рік мешкав у Вінниці, де, зокрема, навчається у Вінницькому педагогічному інституті. Після закінчення інституту Олександр Степанович активно друкується у вінницьких та харківських періодичних виданнях, у цей період була написана його поема «Ой у полі нивка».
У 1939–1949 роках працює над поемою «Чернишевський», у якій висвітлюються революційні події. У 1941 році була написана драма «Камо».
Учасник німецько-радянської війни з липня 1941 року. В роки війни — кореспондент газети «Радянський воїн» 3-го Українського фронту.
У 1943–1946 роках написав п'єсу «Шлях на Україну». В 1946 році написаний «Балканський щоденник». У 1948 році закінчує роман про війну «Південний захід» (спільно з Іваном Ле) та сатиричну комедію «Серце і долари». У 1951 році написав ліричну комедію «Марія», в якій зображено устрій післявоєнного села. В 1956 році написана драма «Остання зустріч». У 1960 році пише поему «Фауст і смерть». В 1979 році — «Повість про ранній ранок». В 1984 році — повість «Ріки невпинна течія». В 1989 році — роман «Два кольори».
Письменник активно працює в галузі кінодраматургії. За його сценаріями поставлені фільми: «Правда» (1957), «Кінець Чирви-Козиря» (1958), «Українська рапсодія» (1958), «Ескадра повертає на Захід» (1965, у співавторстві), «Слово про Ванду Василевську» (1965), «Берег надії» (1967), «Родина Коцюбинських» (1970, Державна премія України ім. Т. Г. Шевченка, 1971). За його п'єсами створено телефільми: «Фауст і смерть» (1975), «Здрастуй, Прип'ять!» (1977), «Перстень з діамантом» (1978).
Олександр Левада відомий і як поет. Його поетичні твори «Лист до матері за Дніпро», «Ровесникам — однодумцям». «Ювілейні роздуми».
Літературну творчість письменник органічно поєднував з активною участю в державній та науковій діяльності. До вересня 1951 року — головний редактор Міністерства кінематографії Української РСР. З вересня 1951 по квітень 1953 року — заступник міністра кінематографії УРСР. З серпня 1953 по квітень 1955 року — заступник міністра культури Української РСР. Потім, зокрема, був секретарем правління Спілки письменників України та членом Спілки кінематографістів України. З липня 1966 року — заступник голови Комітету по кінематографії при Раді міністрів УРСР — начальник Головного управління художньої, науково-популярної і хронікально-документальної кінематографії. З 1970-з років — 1-й заступник голови Державного Комітету Ради міністрів УРСР по кінематографії.
Левада був переконаним комуністом і боляче сприйняв розпад радянського устрою. В 1995 році Левада удостоєний звання лауреата заснованої того ж року премії імені В. І. Леніна ЦК Компартії України.

Могила Олександра Левади

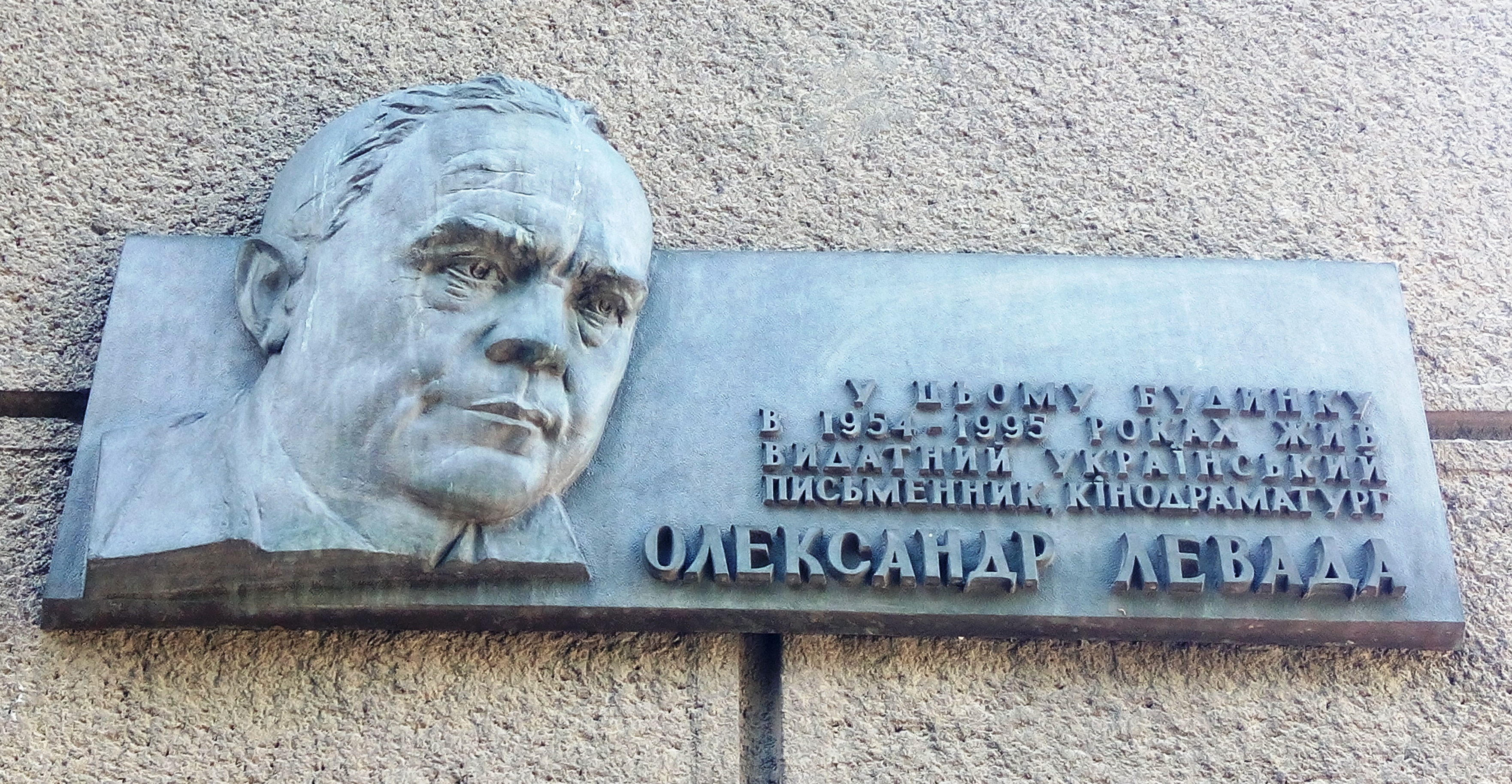
Меморіальна таблиця Олександру Леваді на фасаді будинку по вулиці Інститутській, 16 у Києві

Мешкав у Києві. Помер 16 грудня 1995 року в Києві. Похований разом з донькою на Байковому кладовищі (ділянка № 49а).

### Родина
Вітчим російського соціолога Юрія Левади (1930—2006). Батько української художниці Лесі Левади (1954—2014).

## Нагороди
Нагороджений двома орденами Леніна, орденами Жовтневої революції, Вітчизняної війни — (орден 1-го ступеню та два ордени 2-го ступеню), Трудового Червоного Прапора, Червоної Зірки та медалями.
- Державна премія України ім. Т. Г. Шевченка (1971), за фільм «Родина Коцюбинських» (1970).
- Премія імені В. І. Леніна ЦК Компартії України (1995).

## Літературна спадщина
- Твори: в 4-х томах. — Київ: Дніпро, 1979.
- Драми і комедії. — Київ: Дніпро, 1967. — 520 с.
- «Перстень з діамантами». — Київ: Радянський письменник, 1977. — 87 с.
- «Повість про ранній ранок». — Київ: Радянський письменник, 1979. — 149 с.
- «Ріки невпинна течія», повість — Київ: Радянський письменник, 1989. — 223 с.
- «Лист до матері за Дніпро», вірш. — В книзі: Рядки, обпалені війною. — Київ: Дніпро, 1995. — С. 65.
- «Повість про ранній ранок» // Сільські вісті. — 1979. — 27 листопада.
- «Два кольори», роман. — Київ: Радянський письменник, 1989. — 232 с.
- «Подихи дня», триптих // Літературна Україна. — 1994. — 2 червня.
- «Ода президенту президентів», вірш // Таращанський край. — 1992. — 24 жовтня.
- «Зніміть ордени, ветерани», вірш // Таращанськи край. — 1992. — 6 липння.
- «Ровесникам — однодумцям», вірш // Таращанський край. — 1991. 24 серпня.
- «Чорнобиль», вірші; «Ювілейні роздуми», вірш // Прапор комунізму. — 1989. — 12 грудня.
- «Повість про ранній ранок» // Літературна Україна. — 1979. — 9 січня.
- Левада О. Ой у полі нивка: лірич. комедія на 3 дії / О. Левада, Л. Гроха. — Київ: Мистецтво, 1941. — 100 с. [Архівовано 20 жовтня 2020 у Wayback Machine.]